# Hans Kudlich
Hans Kudlich (ur. 23 października 1823 w Úvalnie, zm. 11 listopada 1917 w Hoboken) – lekarz amerykański, polityk śląski i austriacki, poseł austriackiego parlamentu w latach 1848–1849, współzałożyciel Związku Ślązaków Austriackich, uczestnik Wiosny Ludów.

## Życiorys
W latach 1840–1845 studiował prawo i filozofię na Uniwersytecie Wiedeńskim. Podczas rewolucyjnych walk w 1848 roku dowodził Legionem Studenckim. Jego ojciec literat Josef Herman Kudlich współtworzył wówczas wszechniemiecki komitet wyborczy. Hans Kudlich został najmłodszym posłem austriackiego parlamentu (Reichstag) w Kroměřížu. Za sprawą jego wniosku 31 sierpnia 1848 parlament ten zniósł poddaństwo chłopów i pańszczyznę na terytorium monarchii Habsburgów. Nieco wcześniej, 22 kwietnia 1848, Hans Kudlich wraz z posłem austriackiego parlamentu (Reichstag) i liderem śląskiej burżuazji Franzem Heinem – wiceburmistrzem Opawy i zastępcą okręgu cieszyńskiego w Parlamencie Frankfurckim – Johannem Demelem, utworzyli w Wiedniu ponadpartyjny Związek Ślązaków Austriackich. Organizacja ta postulowała zjednoczenie austriackiego i pruskiego Śląska jako jednego z państw Związku Niemieckiego, postrzegała słowiańskich i germańskich Ślązaków jako jednolitą narodowość oraz doprowadziła do wyłączenia Śląska Austriackiego z guberni morawskiej jako samodzielnego kraju koronnego z własnym Sejmem Krajowym. W roku 1849 Hans Kudlich przebywał w Niemczech, gdzie współtworzył prowizoryczne rządy rewolucyjne. Na fali kontrrewolucji wyjechał do Szwajcarii, gdzie w roku 1853 ukończył studia medyczne. Następnie pod wpływem ostrzeżeń austriackich dyplomatów w Szwajcarii wyemigrował do Stanów Zjednoczonych, gdzie praktykował w zawodzie lekarza oraz zaangażował się w walkę o zniesienie niewolnictwa.
W 1866 roku został amestionowany w Austrii. Od 1871 roku często podróżował w rodzinne strony. Prowadził działalność publicystyczną występując przeciw polityce gabinetu hrabiego Eduarda von Taaffe zmierzającej do równouprawnienia języka czeskiego z niemieckim.

## Wieże widokowe Kudlicha
Imię Hansa Kudlicha nosiła przed II wojną światową wieża widokowa Diana, zlokalizowana w Karlowych Warach.
Obecnie jego imię nosi wieża widokowa (czes. rozhledna) w jego rodzinnej miejscowości – Úvalnie.